# Буковець (Калуський район)
Бу́ковець — село в Україні, у Болехівській міській громаді Калуського району Івано-Франківській області.

## Географія
На південно-західній околиці села річка Озера впадає у Сукіль.

## Історія
Село було засновано 1848 року німецькими колоністами на так званих камеральних (державних) землях й названо Яммерсталь. Населений пункт знаходиться в мальовничій долині між селами Поляниця та Козаківка. Недалеко від села протікає річка Сукіль. Перші поселенці займалися лісорозробками. На початку ХХ ст. було прокладено вузькоколійку і побудовано тартак. Для потреб села в 20-х роках ХХ ст. було збудовано початкову школу, костел. Хутір адміністративно відносився до Поляниці.
У 1939 році в селі проживало 120 мешканців (30 українців, 10 поляків, 80 німців).
18 лютого 1939 року польська влада перейменувала село на Рівня (Równia).
В 1939—1940 рр. згідно з договором Молотова — Рібентропа радянська влада виселила німців у Вартеґау. Вільні хати, залишені німцями, були заселені багатодітними родинами з Поляниці. Тому подальша доля цих двох сіл тісно переплетена.
Обидва села пережили німецьку окупацію, під час якої багато людей було вивезено в Німеччину на примусові роботи. В роки другої світової війни в Поляниці діяв осередок Організації Українських Націоналістів, який керував суспільно-політичним життям села. Очолювали цей осередок брати Стефаніви («Панькові»): Микола, Юрко і Петро родом з Поляниці. Зв'язкова УПА — Макара (Дубів) Софія Миколаївна та вояк УПА — Пінах Федір Миколайович (псевдо — «Тирса») за участь в опорі відбули покарання в мордовських та норильських концтаборах. Родом з цього села Дяків Ярослав Васильович — був станичним, відбув покарання.
В роки Другої світової війни населення села активно підтримувало національно-визвольний рух. Були створені загони самооборони. Частинам Української Повстанської Армії, сотням Байди, Бурлаки, Різуна, Бея, які проходили через село в 1944 році, надавалася допомога. Про це пише в своїй книзі «Записки українського повстанця» Іван Дмитрик (Львів, «Червона калина», 1992 р.) З другим приходом радянської влади (1944 р.) почалися нові арешти та вивезення людей до Сибіру за симпатію або допомогу українському національно-визвольному рухові. З часом налагоджувалося мирне життя. У селян були насильно відібрані власні поля. Запроваджувалися колгоспи, які так і не прижилися через нерентабельність у гірських умовах. Молодь села виїжджала на відбудову Донбасу. Єдиним заняттям для селян залишилися лісорозробки та праця на невеличких клаптиках землі. В 1954—1956 рр. були демонтовані вузькоколійка, костел і тартак. На місці тартака пізніше було утворено підсобне господарство Болехівського лісокомбінату. Церква і клуб знаходилися в сусідній Поляниці.

## Сьогодення
У 2000 році силами громадськості було відкрито церкву св. Петра і Павла. В селі працюють два продуктові магазини, і деревопереробна фабрика, пилорама, котра зараз переживає не найкращі часи. На території села розташовано 44 двори, у яких проживає 170 осіб. Село оточують мальовничі гори. На відстані 7 кілометрів від села знаходиться пам'ятка природи « Мертве зеро». Від нього пішки або верхи на конях можна добратися до гори «Ключ» — місця бою Українських Січових Стрільців з відділами російської армії в 1914 році.